# NGC 3432
NGC 3432 ist eine Balken-Spiralgalaxie mit aktivem Galaxienkern vom Hubble-Typ SBm im Sternbild Kleiner Löwe am Nordsternhimmel. Sie ist schätzungsweise 27 Millionen Lichtjahre von der Milchstraße entfernt und hat einen Durchmesser von etwa 55.000 Lichtjahren. Gemeinsam mit der Zwerggalaxie PGC 32617 bildet sie das gravitativ gebundene Galaxienpaar Arp 206.
Halton Arp gliederte seinen Katalog ungewöhnlicher Galaxien nach rein morphologischen Kriterien in Gruppen. Diese Galaxie gehört zu der Klasse Galaxien mit vom Kern ausgeschleuderter Materie.
Die Typ-IIn?-Supernova SN 2000ch wurde hier beobachtet.
Im selben Himmelsareal befinden sich u. a. die Galaxien PGC 32452, PGC 2080210, PGC 2083781, PGC 2091203.
Das Objekt wurde am 19. März 1787 von William Herschel entdeckt.

Aufnahme von NGC 3432 mithilfe des Hubble-Weltraumteleskops